# Liste der Kavallerieregimenter der altpreußischen Armee
Die Kavallerieregimenter waren die größte Organisationseinheiten der altpreußischen berittenen Truppen. Von 1644 bis 1806 entstanden nach und nach 35 Kavallerieregimenter. Diese Regimenter wurden zusätzlich nach verschiedenen Truppentypen unterschieden: 1. Kürassierregimenter, 2. Dragonerregimenter, 3. Husarenregimenter. Als Kavallerie galten zunächst nur Kürassiere, dann die Dragoner (berittene Infanterie, zunächst nur in Kompaniestärke) und erst im späten 18. Jahrhundert die Husaren, die bereits in den 1670er Jahren unter Kurfürst Friedrich Wilhelm für einige Jahre als eigene Kompanie erscheinen. Die Größe der Regimenter unterschieden sich zwischen den Truppentypen. Im Verlaufe der Zeit änderten sich auch die Regimentergröße innerhalb eines Kavallerietypes. Zur Zeit Friedrichs des Großen bestanden Kürassier- und Dragonerregimenter normalerweise aus fünf Eskadronen, Husarenregimenter aus zehn Eskadronen.

## Systematik
Die Nummerierung der preußischen Regimenter erfolgte erst kurz vor dem Zusammenbruch der Armee 1806. Zuvor wurden die Regimenter ausschließlich nach ihren Inhabern benannt. Der preußische Heeresreformer Fürst Leopold I. von Anhalt-Dessau führte aber mit seinen „Spezifikationen“ 1729/1737 schon eine erste Stammliste ein, die nach dem Anciennitätsprinzip aufgebaut war. Bekam ein Regiment einen Inhaber gleichen Namens eines anderen Regiments, so wurde diesem ein „Alt-“, jenem ein „Neu-“ vorangestellt, bei Vakanz ein „vacat-“ vor dem Namen des je letzten Inhabers.
Manche Regimenter führten besondere Namen, so „Gens d’armes“ oder „Leib-Regiment zu Pferde“. Zur Unterscheidung der neupreußischen Regimenter wird hier die von Hans Bleckwenn genutzte Bezeichnung „K/H“ mit arabischer Zahl (neupreußisch „Nr.“) und „D“ mit römischer Zahl dargestellt. Zusätzlich wurde der unten stehenden Liste das Gründungsjahr hinzugefügt. So soll eine Vergleichbarkeit erleichtert werden. Diese Nummerierung folgt konsequent den Aufstellungen von Tessin.

## Kürassierregimenter
- Kürassierregiment K 1 „Regiment zu Pferde“

* 1665: als „Anhalt“ errichtet. 1665: Johann Georg II., 1693: Carl Friedrich von Schlippenbach, 1723: Kuno Ernst von Bredow, 1724: Wilhelm Dietrich von Buddenbrock, 1757: Hans Kaspar von Krockow („Alt-Krockow“), 1759: Gustav Albrecht von Schlabrendorf, 1765: „vacat-Schlabrendorf“, 1768: Friedrich Wilhelm von Roeder, 1781: Levin Gideon Friedrich von Apenburg, 1784: Philipp Christian von Bohlen, 1787: Georg Dietrich von der Groeben, 1788: Diedrich Goswin von Bockum-Dolffs, 1805: Elias Maximilian Henckel von Donnersmarck. 1806: Kapitulation bei Pasewalk.
- Kürassierregiment K 2 „Regiment zu Pferde“

* 1665 als „Pfuhl“ errichtet. 1656 Georg Adam von Pfuhl, 1670 Johann Christoph von Strauß, 1672 Friedrich von Brandenburg „Prinz von Preußen“, 1701 König Friedrich in Preußen (Kommandeure des Regiments unter dem Kronprinzen Friedrich:1688 Hans Joachim von Hagen; 1693 Imbert Rollaz du Rosey; 1703 Christian Siegmund von Aschersleben; 1709 Hans Christian von Rhoeden; 1713 Thomas August von Grote; 1721 Otto Gustav von Lepel; 1730 Adam Friedrich von Wreech), 1730 August Wilhelm von Preußen „Prinz von Preußen“, (Kommandeure des Regiments unter dem Prinzen August Wilhelm: 1737 Johann Adolf von Möllendorff; 1741 Nikolaus Andreas von Katzler; 1746 Georg Wilhelm von Driesen; 1756 Ludwig von Oppen) 1758 Heinrich von Preußen „Prinz von Preußen“, 1768 Georg Ludwig von Wiersbitzki, 1778 Christian Rudolf von Weyherr, 1782 Christian Friedrich August von Saher, 1783 Karl August von Backhof, 1789 Gustav Ludwig von der Marwitz, 1797 Peter Ewald von Malschitzky, 1802 Andreas Dietrich von Schleinitz, 1805 Karl Friedrich Hermann von Beeren. 1806 vernichtet im Corps Blücher.
- Kürassierregiment K 3 „Leib-Regiment zu Pferde“

* 1672 als „Leibregiment“ errichtet. 1672 Jakob von Bülow, 1675 Ulrich Graf von Promnitz, 1679 Alexander Magnus von Sydow, 1679 Joachim Balthasar von Dewitz, 1695 Adolph von Wangenheim, 1709 Wolf Christoph von Hackeborn, 1719 Gottfried Albrecht von Bredow, 1726 Friedrich Wilhelm von Dewitz, 1736 Adam Friedrich von Wreech, 1746 Nikolaus Andreas von Katzler, 1747 Johann Friedrich von Katte, 1758 Robert Scipio von Lentulus, 1778 Johann Rudolf von Merian, 1782 Ernst Christian von Kospoth, 1794 Leopold Heinrich von der Goltz, 1797 August Friedrich von der Droessel, 1799 Ulrich Karl von Froreich, 1801 Ernst Hermann von Kölichen, 1805 Friedrich August Leopold Karl von Schwerin. 1806 Kapitulation von Prenzlau.
- Kürassierregiment K 4 „Regiment zu Pferde“

* 1674 als „Dragoner-Garde“ errichtet. 1674 Joachim Ernst von Grumbkow, 1682 Dietrich von Dohna, 1686 Joachim Friedrich von Wreech, 1714 Peter von Blanckensee, 1733 Friedrich Leopold von Geßler, 1758 Johann Ernst von Schmettau, 1764 Hans Georg Woldeck von Arneburg, 1769 George Christoph von Arnim, 1785 Carl Friedrich von Mengden, 1796 Karl Friedrich Ernst Truchseß von Waldburg, 1800 Ernst Philipp von Wagenfeld. 1806 beim Reserve-Corps und wurde das neupreußische Kürassier-Regiment Nr. 1.
- Kürassierregiment K 5 „Regiment zu Pferde“

* 1679 als „Eller“ errichtet. 1683 Heinrich de Briquemault de St. Loup, 1692 Johann Siegmund von Heyden, 1692 Philipp Wilhelm von Brandenburg, 1712 Friedrich Wilhelm von Brandenburg-Schwedt, 1771 Friedrich Wilhelm Lölhöffel von Löwensprung, 1780 Maximilian von Mauschwitz, 1782 Ludwig Friedrich Alexander von Württemberg, 1800 Abraham von Bailliodz. Nur eine Eskadron begründete die Tradition des neupreußischen Dragoner-Regiments Nr. 2.
- Kürassierregiment K 6 „Regiment zu Pferde“

* 1688 als „Du Hamel“ errichtet. 1689 Franz du Hamel, 1702 Charles de l’Ostange, 1704 Benjamin Hieronymus Courold du Portail, 1715 Wilhelm Gustav von Anhalt-Dessau, 1737 Friedrich Heinrich Eugen von Anhalt-Dessau, 1744 Christoph Ludwig von Stille, 1753 Georg Philipp Gottlob von Schönaich (bis 1758 „Jung-Schönaich“), 1759 Heinrich Rudolph von Vasold, 1769 Rudolf von Seelhorst, 1779 Christoph Ernst von Hoverbeck, 1781 Hans Heinrich Ludwig von Rohr, 1787 Carl August von Sachsen-Weimar, 1794 Karl Wilhelm von Byern, 1800 Christian Heinrich von Quitzow. Kapitulation bei Anklam.
- Kürassierregiment K 7 „Regiment zu Pferde“

* 1688 als Dragoner-Regiment „Sonsfeld“ errichtet. 1688 Friedrich Wilhelm von Wittenhorst-Sonsfeld, 1711 George Friedrich von der Albe, 1717 Ludwig von Wylich und Lottum, 1729 Karl Friedrich von Papstein, 1733 Friedrich Siegmund von Bredow, 1755 Georg Wilhelm von Driesen, 1758 Christian Siegmund von Horn, 1762 Leopold Sebastian von Manstein, 1777 Gustav Ludwig von der Marwitz, 1784 Friedrich Adolf von Kalckreuth, 1788 Otto Friedrich von Ilow, 1792 Hans Friedrich Heinrich von Borstell, 1804 Heinrich August Friedrich von Reitzenstein. 1806 Kapitulation bei Magdeburg.
- Kürassierregiment K 8 „Regiment zu Pferde“

* 1691 als „Bayreuth“ gegründet. 1691 Christian Heinrich von Bayreuth-Kulmbach, 1712 Albert Wolfgang von Bayreuth-Kulmbach, 1716 Stephan von Dewitz, 1723 Friedrich von Egeln, 1734 Friedrich Siegmund von Waldow („Jung-Waldow“), 1742 Friedrich Wilhelm von Rochow, 1757 Friedrich Wilhelm von Seydlitz, 1774 Maximilian Sigmund von Pannewitz, 1787 Karl Friedrich Adam von Schlitz gen. Görtz, 1797 Ludwig Ferdinand Friedrich von Heising. 1806 Kapitulation bei Pasewalk.
- Kürassierregiment K 9 „Regiment zu Pferde“

* 1691 als „Schöning“ errichtet. 1691 Hans Ehrenreich von Schöning, 1703 Philipp Ludwig von Canstein, 1706 Hans Heinrich von Katte, 1741 Hermann von Wartensleben, 1741 Johann Adolf von Möllendorff, 1743 Bernhard Heinrich von Bornstedt, 1751 Johann Carl Friedrich von Schönaich-Carolath auch „Carolath-Beuthen“ (seit 1753 „Alt-Schönaich“), 1758 Jakob Friedrich von Bredow, 1769 Friedrich Wilhelm von Podewils, 1784 Christian Friedrich von Braunschweig, 1787 Johann Wilhelm von Manstein, 1797 Jakob Friedrich von Holtzendorff. 1806 Kapitulation bei Pasewalk.
- Kürassierregiment K 10 „Gens d’armes“

* 1688 als 3. Kompanie der „Grands Mousquetaires“ errichtet. 1691 Dubislav Gneomar von Natzmer, 1739 Wolf Adolf von Pannwitz, 1743 Georg Conrad von der Goltz, 1747 Nikolaus Andreas von Katzler, 1761 Friedrich Albert von Schwerin, 1768 Hans Friedrich von Krusemarck, 1775 Joachim Bernhard von Prittwitz, 1777 Emanuel Friedrich von Bredow, 1793 Karl Friedrich von Elsner. 1806 bei Wichmannsdorf geschlagen, Rest kapitulierte bei Anklam.
- Kürassierregiment K 11 „Leib-Carabiniers“

* 1691 als Dragoner-Regiment „Brand“. 1691 Paul von Brandt, 1692 Albrecht Friedrich von Brandenburg-Schwedt, 1731 Karl Ludwig Truchsess von Waldburg, 1738 Hermann von Wartensleben, 1741 Kaspar Ludwig von Bredow, 1751 Peter von Pennavaire, 1759 Joachim Christian von Bandemer, 1764–1768 Vakant, 1768 Reinhold Friedrich von Hoverbeck, 1770 Reimar von Kleist, 1775 Philipp Christian von Bohlen, 1784 Heinrich Sebastian von Reppert, 1794 August von Bismarck. 1806 Kapitulation bei Pasewalk.
- Kürassierregiment K 12 „Regiment zu Pferde“

* 1704 als Dragoner-Regiment „Wittgenstein“. 1704 August von Wittgenstein, 1711 Ludolf von Pannewitz, 1715 Wilhelm Gustav von Anhalt-Dessau, 1715 Benjamin Hieronymus Courold du Portail, 1718 Georg Levin von Winterfeld, 1728 Arnold Christoph von Waldow (1734–1742 „Alt-Waldow“), 1743 Friedrich Wilhelm von Kyaw, 1759 Johann Heinrich Friedrich von Spaen, 1763 Georg Ludwig von Dalwig, 1796 Jakob Friedrich von Berg, 1798 Georg Ehrenreich von Werther, 1803 Karl Wilhelm von Bünting. 1806 Kapitulation bei Pasewalk.
- Kürassierregiment K 13 „Garde du Corps“

* 1740 als Lehreskadron. 1740 Friedrich II. von Preußen, 1786 Friedrich Wilhelm II. von Preußen, 1797 Friedrich Wilhelm III. von Preußen. 1806 als Carde du Corps geschlossen weiter bestanden.

## Dragonerregimenter
- Dragonerregiment D I „Dragoner-Regiment Anspach“

* 1689 als „Anspach“ errichtet. 1690 Markgraf Georg Friedrich († 1703), 1714 Andreas Reveillas du Veyne, 1717 Georg Joachim von der Wense, 1725 Hans Friedrich von Platen, 1741 Karl Friedrich von Posadowsky, 1747 Bernhard Christian von Katte, 1751 Johann Ernst von Alemann, 1755 Karl Ludwig von Normann, 1761 Johann Wenceslaus von Zastrow, 1774 Friedrich Albrecht Carl Hermann von Wylich und Lottum, 1794 Ludwig von Preußen, 1797 Max Joseph von Pfalz-Zweibrücken, 1806 König Maximilian I. von Bayern. Kapitulation 1806 bei Lüneburg.
- Dragonerregiment D II „Dragoner-Regiment“

* 1725 durch Teilung von D I als „Sonsfeld“ errichtet. 1725 Friedrich Otto von Wittenhorst-Sonsfeld, 1742 Louis von Württemberg („Louis Württemberg“), 1749 Reimar Julius von Schwerin, 1754 Christian Friedrich von Blanckensee, 1757 Anton von Krockow (bis 1759 „Jung-Krockow“), 1778 Friedrich Wilhelm Carl von Württemberg, 1781 Johann Christoph von Mahlen, 1790 Karl Wilhelm Friedrich von Schmettau, 1797 Wolfgang Moritz von Prittwitz. Kapitulation 1806 bei Prenzlau
- Dragonerregiment D III „Dragoner-Regiment“

* 1705 als „Derfflinger“ errichtet. 1704 Friedrich von Derfflinger, 1724 Adolph Friedrich von der Schulenburg, 1741 Friedrich Rudolf von Rothenburg, 1752 Georg Philipp Gottlob von Schönaich, 1753 Friedrich Ludwig Truchsess von Waldburg, 1757 Peter von Meinicke, 1761 Kurt Friedrich von Flanß, 1763 Achaz Heinrich von Alvensleben, 1777 Otto Balthasar von Thun, 1788 Georg Ludwig von Gilsa, 1792 Wolfgang Moritz von Prittwitz, 1797 Hans Carl Ludolf von Strantz, 1800 Friedrich Daniel Wilhelm von Irwing. 1806 vernichtet im Corps Blücher.
- Dragonerregiment D IV „Regiment zu Pferde“

* 1741 durch Teilung von D III. 1741 Wilhelm Ludwig von Bissing, 1742 Friedrich Wilhelm von Kannenberg, 1742 Carl Ludwig von Spiegel zum Desenberg, 1743 Kasimir Wedig von Bonin, 1752 Henning Ernst von Oertzen, 1756 Karl Aemilius von Katte, 1757 Ernst Heinrich von Czettritz, 1772 Georg Ludolf von Wulffen, 1782 Karl Ludwig von Knobelsdorff, 1786 Karl Ludwig von Goetzen, 1789 Georg Balthasar von Normann, 1792 Friedrich Heinrich von Katte. 1806 drei Eskadrons bildeten mit Resten von D III das neupreußische Dragoner-Regiment Nr. 3.
- Dragonerregiment D V „Dragoner-Regiment“, „Bayreuth-Dragoner“

* 1717 als „Schulenburg“ errichtet. 1717 Achaz von der Schulenburg, 1731 Friedrich von Bayreuth, 1763 Friedrich Christian von Bayreuth, 1769 Christian Friedrich Carl Alexander von Ansbach und Bayreuth, 1806 Luise von Preußen. Gelangte 1806 nach Ostpreußen, später neupreußisches Kürassier-Regiment Nr. 2.
- Dragonerregiment D VI „Dragoner-Regiment“

* 1717 aus kursächsischen Kavalleristen als „Wuthenau“ gegründet, im Tausch gegen Chinavasen („Porzellandragoner“). 1717 Heinrich Jordan von Wuthenau, 1727 Johann Kaspar von Cosel, 1734 Friedrich Christoph von Möllendorff (seit 1743 „Alt-Möllendorff“), 1747 Ludwig Wilhelm von Schorlemmer, 1760 Karl Friedrich von Meyer, 1777 Christian Wilhelm Siegmund von Posadowsky, 1787 Hans Heinrich Ludwig von Rohr, 1790 Philipp August Wilhelm von Werther, 1803 Johann Kasimir von Auer, 1807 Otto von Zieten. 1806 im Reserve-Corps – spätere Kürassierregimenter Nr. 3 und 4.
- Dragonerregiment D VII „Dragoner-Regiment“

* 1727 durch Teilung von D VI als „Dockum“ errichtet. 1727 Martin Arend von Dockum, 1732 Eugen von Anhalt-Dessau, 1737 Christoph Friedrich von Thümen, 1741 Ernst Ferdinand von Werdeck, 1742 Friedrich Alexander von Roëll, 1745 Erdmann Ernst von Rüitz, 1756 Christoph Friedrich Stephan von Plettenberg, 1761 bis 1763 „vacat-Plettenberg“, 1763 Levin Gideon Friedrich von Apenburg, 1781 Gottlob Mathias von Borcke, 1790 Johann Ernst von Zabeltitz, 1792 Wilhelm Friedrich Schenck von Flechtingen, 1803 Friedrich Ludwig von Pastau, 1805 Adrian Gottlieb von Rhein, 1806 Joseph Theodor Sigismund von Baczko. 1806 im Reserve-Corps, wurde zum neupreußischen Dragoner-Regiment Nr. 1.
- Dragonerregiment D VIII „Dragoner-Regiment“

* 1744 durch Teilung von D VII als „Stosch“ gegründet. 1744 Friedrich von Stosch, 1751 Adolf Friedrich von Langermann, 1757 Dubislav Friedrich von Platen (seit 1758 „Alt-Platen“), 1787 Karl Wilhelm von Brausen, 1790 Georg Friedrich Christoph von Bardeleben, 1801 Karl Gottfried Ferdinand von Busch, 1803 Karl von Esebeck. 1806 im Reserve-Corps, wurde zum neupreußischen Kürassier-Regiment Nr. 5.
- Dragonerregiment D IX „Dragoner-Regiment“

* 1741 als „Platen“ errichtet. 1741 Hans Friedrich von Platen, 1743 Georg Ludwig von Holstein-Gottorp, 1761 Nikolaus Alexander von Pomeiske, 1785 Johann Boguslaw von Zitzewitz, 1788 Hans Friedrich Heinrich von Borstell, 1792 Hieronymus von Brückner, 1798 Friedrich Wilhelm von Hertzberg. 1806 im Corps Blücher vernichtet.
- Dragonerregiment D X „Dragoner-Regiment“

* 1743 als „Jung-Möllendorf“ durch Teilung von D IX errichtet. 1743 Johann Adolf von Möllendorff („Jung-Möllendorff“), 1754 Friedrich Ludwig Finck von Finckenstein, 1785 Friedrich Wilhelm Leopold von Rosenbruch, 1790 Sylvius von Frankenberg und Proschlitz, 1795 Karl Gottfried Ferdinand von Busch, 1801 Johann Bernhard von Manstein, 1806 Ulrich Lebrecht von Heyking. 1806 im Corps Blücher vernichtet.
- Dragonerregiment D XI „Dragoner-Regiment“

* 1741 als „Nassau“ errichtet. 1740 Christoph Ernst von Nassau, 1755 Christoph Ludwig von Stechow, 1758 Leopold Johann von Platen („Jung-Platen“), 1770 Franz Gustav von Mitzlaff, 1778 Friedrich Leopold von Bosse, 1789 Carl Wilhelm von Tschirschky, 1793 Ludwig Ernst von Voß, 1806 August Friedrich Erdmann von Krafft. 1806 Kapitulation in Prenzlau.
- Dragonerregiment D XII „Dragoner-Regiment“

* 1734 im Herzogtum Württemberg als „Kürassierregiment Herzogin Marie Auguste“ Marie Auguste von Württemberg errichtet, 1741 übernommen von Preußen, Standort Treptow an der Rega, 1749 Friedrich Eugen von Württemberg („Alt-Württemberg“), 1769 Karl Erdmann von Reitzenstein, 1780 Johann Nikolaus von Kalckreuth, 1793 Joseph Albrecht Christoph von Bieberstein-Pilchowsky, 1797 Karl Friedrich von Brüsewitz, 1806 Christian Friedrich von der Osten. 1806 im Corps Blücher vernichtet.
- Dragonerregiment D XIII „Dragoner-Regiment“

- 1802 Hans Stephan von Rouquette, bildet 1807 den Stamm des 1. Kürassier-Regiments

- Dragonerregiment D XIV „Dragoner-Regiment“

- 1803 Karl Georg Friedrich von Wobeser, 1806 im Corps Blücher vernichtet.

## Husarenregimenter
- Husarenregiment H 1

* errichtet 1721. Heinrich Jordan von Wuthenau, 1727 Martin Arend von Dockum, 1732 Friedrich Heinrich Eugen von Anhalt-Dessau, 1737 Johann von Bronikowski 1740 Reorganisation, 1747 Henning Otto von Dewitz, 1750 Michael von Szekely, 1759 Friedrich Wilhelm Gottfried Arnd von Kleist, 1767 „vacat-Kleist“, 1770 Georg Oswald von Czettritz, 1797 Anton Wilhelm von L’Estocq, 1803 Ernst Philipp von Gettkandt. Bei der Kapitulation von Anklam 1806 aufgelöst.
- Husarenregiment H 2 (ab 1735 Leib-Husarenregiment)

* errichtet 1730. Egidius Arend von Beneckendorff, 1735 Ludwig Alexander von Wurmb, 1741 Hans Joachim von Zieten, 1786 Carl Adolf August von Eben und Brunnen, 1794 Friedrich Eberhard Siegmund Günther von Goeckingk, 1805 Wilhelm Heinrich von Rudorff. Aufgelöst infolge der Kapitulation bei Ratekau; aus den Resten zuerst das Freikorps Marwitz, dann mit Verstärkungen 1808 das 1. Brandenburgische Husarenregiment gebildet (späteres Husaren-Regiment „von Zieten“ (Brandenburgisches) Nr. 3)
- Husarenregiment H 3

* errichtet 1740. 1740 Friedrich Asmus von Bandemer, 1741 Hyazinth Malachow von Malachowski, 1745 Hartwig Karl von Wartenberg, 1757 Charles-Emmanuel de Warnery, 1758 Christian Möhring, 1773 Stephan von Somogyi, 1777 Hans Christoph von Rosenbusch, 1785 Karl Franz von Keoszeghy, 1788 Georg Ludwig Egidius von Köhler, 1796 Friedrich Ludwig von der Trenck, 1797 Dietrich Wilhelm von Schultz, 1803 August Wilhelm von Pletz. Aufgelöst durch die Kapitulation bei Ratekau
- Husarenregiment H 4 (Weiße Husaren)

* errichtet 1741 als Ulanen-Regiment. 1741 Georg Christoph von Natzmer, 1751 Heinrich Sigismund von Vippach, 1755 Georg Ludwig von Puttkamer, 1759 Levin August von Dingelstädt, 1762 Balthasar Ernst von Bohlen, 1770 Karl von Podjursky, 1781 Eugen Friedrich Heinrich von Württemberg, 1794 Karl Friedrich Ludwig von Lediwary, 1797 Eugen Friedrich Heinrich von Württemberg. Nach gelungener Flucht 1807 zur Husarenbrigade „von Zieten“ umgebildet, ab 1808 1. Schlesisches Husaren-Regiment, seit 1889 Husaren-Regiment „von Schill“ (1. Schlesisches) Nr. 4.
- Husarenregiment H 5 (Schwarze Husaren)

* errichtet 1740. Georg Heimbert von Mackerodt, 1744 Joseph Theodor von Ruesch, 1762 Daniel Friedrich von Lossow, 1783 Karl August von Hohenstock, 1788 Friedrich Eberhard Siegmund Günther von Goeckingk, 1794 Friedrich Wilhelm von Suter, 1804 Moritz von Prittwitz; 1806 beim Korps L’Estocq, 1808 in die Leibhusaren-Regimenter Nr. 1 und Nr. 2 geteilt
- Husarenregiment H 6 (Braune Husaren)

* errichtet 1741/42. 1742 Isidor Graf von Hoditz, 1743 Karl Gustav von Soldan, 1746 Ludwig Anton von Wechmar, 1757 Paul von Werner, 1785 Johann Benedikt von Groeling, 1791 Erich Magnus von Wolffradt, 1799 Christian Ludwig Schimmelpfennig von der Oye; entkam 1806 der Niederlage von Jena unter dem Kommando Friedrich Ferdinands von Anhalt-Köthen-Pleß, der 1807 Regimentschef wurde; 1808 zur „3. Husarenbrigade (Prinz von Anhalt)“ und 1808 zusammen mit der 2. Husarenbrigade zum Husaren-Regiment (1. Schlesisches) Nr. 4, (später „von Schill“) umgebildet
- Husarenregiment H 7 (Gelbe Husaren)

* errichtet 1743. 1744 Peter von Dieury, 1746 Heinrich Wilhelm von Billerbeck, 1753 Paul Joseph Malachow von Malachowski, 1775 Adolph Detlef von Usedom, 1792 Friedrich Ludwig von der Trenck, 1796 Georg Ludwig Egidius von Köhler. Schon vor der Kapitulation bei Ratekau bei Lübeck nahezu aufgelöst, Reste 1806 zur „1. Husarenbrigade (Wiersbitzki)“ in Ostpreußen
- Husarenregiment H 8 (Rote Husaren, seit 1794 Blücher-Husaren)

* 1743 Sigismund von Hallasz, 1747 Alexander Gottlieb von Seydlitz, 1759 Otto Ernst von Gersdorf, 1763 aufgelöst. Das 1758 errichtete Husarenbataillon Belling wurde 1761 zum Regiment Wilhelm Sebastian von Belling, 1779 Karl August von Hohenstock, 1783 August Ferdinand von der Schulenburg, 1787 Johann Wilhelm Graf von der Goltz, 1794 Gebhard Leberecht von Blücher. Konnte sich 1806 der Kapitulation von Ratekau entziehen. 1808 zum Pommerschen Husarenregiment umgewandelt (später: Husaren-Regiment „Fürst Blücher von Wahlstatt“ (Pommersches) Nr. 5).
- Husarenregiment H 9 (Towarczys)

* Errichtet 1744 als Bosniaken-Korps, 1758 als „Prinz Heinrich Husaren“, wurde 1763 H 9. 1762 Daniel Friedrich von Lossow, 1783 Karl August von Hohenstock, 1788 Johann Heinrich von Günther, 1803 Anton Wilhelm von L’Estocq, 1806 im Korps L’Estocq, 1808 entstanden aus ihm das Westpreußische Ulanen-Regiment und das Schlesische Ulanen-Regiment
- Husarenregiment H 10

* errichtet 1773 in Skierniewice, 1773 Carl Christoph von Owstien, 1780 Friedrich Wilhelm von Wuthenau, 1787 Friedrich Gideon von Wolky, 1797 Karl Friedrich Ludwig von Lediwary, 1799 Friedrich Daniel von Glaser, 1804 Friedrich von Usedom. Aufgelöst 1806 durch die Kapitulation bei Wismar
- Husarenregiment H 11

* 1792 als Husarenbataillon Frankenberg unter Christian Moritz Alexander von Frankenberg und Ludwigsdorf in Neustadt an der Aisch errichtet, 1795 Johann Anton Gustav von Saß, 1795–1806 (Vakant), 1806 Rudolf Ernst von Bila, aufgelöst 1806 durch die Kapitulation bei Anklam
- Husaren-Kommando Magdeburg

* errichtet als Husarenstabswache für den Oberbefehlshaber der alliierten Armee im Westen im Siebenjährigen Krieg Ferdinand von Braunschweig – 1763 beim Gouverneur von Magdeburg – 1806 aufgelöst
- Husaren-Kommando Rheinsberg

* ebenfalls – 1763 bei Prinz Heinrich in Rheinsberg – 1806 aufgelöst

## Feldjäger
- Reitendes Feldjägerkorps

### Militärische Quellen
- Kriegsministerium Preußen, Kurzgefasste Stamm- und Rangliste aller Regimenter der Königlich-Preußischen Armee: von deren Stiftung an bis Ende 1786. C.F. Himburg, 1796 (books.google.de).
- Kriegsministerium Preußen, Stammliste aller Regimenter und Corps der Königlich-Preußischen Armee. C.F. Himburg, 1796 (books.google.de).
- Kriegsministerium Preußen, Stammliste aller Regimenter und Corps der Königlich-Preußischen Armee für das Jahr 1804. Himburg, 1804 (books.google.de).
- Kriegsministerium Preußen, Rang- und Quartierliste der königlich preußischen Armee für das Jahr 1823. Wilhelm Dieterici, Berlin, 1823 (books.google.de).
- Kriegsministerium Preußen, Stammliste der Königlich Preußischen Armee seit dem 16ten Jahrhundert bis 1840, E.S. Mittler, Berlin, 1840 (books.google.de).
- Kriegsministerium Preußen, Dislocations-Tableau aller der Ersatztruppen aller Waffen des Norddeutschen Bundesheeres. Beilage zum Armeeverordnungsblatt 1870, Mittler, Berlin, 1870 (books.google.de).
- Kurhessisches Armee Corps, Stamm- und Rang-Liste des Kurfürstlich Hessischen Armee-Corps vom 16ten Jahrhundert bis 1866. Francke und Ponnaz, 1866 (books.google.de).

### Historische Literatur
- Karl Friedrich Pauli: Historische Nachrichten derer königlich preußischen Regimenter. In: Leben grosser Helden des gegenwärtigen Krieges. Band 2, Halle 1758, S. 201–308 (books.google.de).